# Euphorbia frankii
Euphorbia frankii är en törelväxtart som beskrevs av John Jacob Lavranos. Euphorbia frankii ingår i släktet törlar, och familjen törelväxter. Inga underarter finns listade i Catalogue of Life.